# BCR Open Romania 2008
BCR Open Romania 2008 — тенісний турнір, що проходив на ґрунтових кортах у місті Бухарест, Румунія з 8 вересня . Належав до категорії International Series, був турніром серії Romanian Open 2008 року.

## Фінальна частина

### Одиночний розряд
Жиль Сімон —  Карлос Моя 6–3, 6–4

### Парний розряд
Ніколя Девільдер /  Поль-Анрі Матьє —  Маріуш Фирстенберг /  Марцин Матковський 7–6(7–4), 6–7(9–11), [22–20]